# Université de South Bank de Londres
L'université de South Bank de Londres (en anglais : London South Bank University) est une université publique anglaise située à Londres dans le quartier de South Bank.

## Composantes
- Faculté d'arts et de sciences humaines
- Faculté de commerce
- Faculté d'ingénierie, de science, et de construction
- Faculté de santé et d'action sociales

## Personnalités liées à l'université
L'humoriste Soph Galustian est une ancienne élève de cette université. Le terroriste Zacarias Moussaoui a également étudié dans cette université.